# Melanozetes altaicus
Melanozetes altaicus är en kvalsterart som beskrevs av Shaldybina 1969. Melanozetes altaicus ingår i släktet Melanozetes och familjen Ceratozetidae. Inga underarter finns listade i Catalogue of Life.